# Sabri Bachtobji
Sabri Bachtobji (arabe : صبري باشطبجي), né le 3 octobre 1963 à Menzel Temime, est un diplomate et homme politique tunisien.

## Biographie

### Études
Originaire de Kélibia, Sabri Bachtobji possède une maîtrise en arabe, français et espagnol ainsi que d'un master en droit de la faculté des sciences juridiques, politiques et sociales de Tunis.
Il maîtrise six langues : l'arabe, le français, l'anglais, l'espagnol, l'italien et le portugais.

### Ambassadeur et secrétaire d'État
Il intègre le ministère des Affaires étrangères en 1989. Affecté à Rome (Italie) et à Madrid (Espagne), il est nommé le 22 mars 2010 comme consul général de Tunisie à Lyon (France), avant d'être remplacé le 3 décembre 2011 par Abdelwaheb Bouzouita.
En avril 2013, il est nommé ambassadeur de Tunisie au Brésil, avant de devenir, le 27 août 2016, secrétaire d'État auprès du ministre des Affaires étrangères Khemaies Jhinaoui, dans le gouvernement de Youssef Chahed.
Le 29 octobre 2019, après le limogeage de Jhinaoui, il est nommé ministre des Affaires étrangères par intérim.
Le 7 mai 2020, il est nommé ambassadeur représentant permanent de la Tunisie auprès de l'Office des Nations unies à Genève avec grade de ministre plénipotentiaire hors classe.